# Book of Dreams
Book of Dreams är ett musikalbum av Steve Miller Band, släppt 1977. Albumet följde upp gruppens framgångsrika album Fly Like an Eagle från året innan, och sålde i nästan lika stor utsträckning som det gjorde. På det här albumet inleds varje låt med en "spacig" sektion, för att sedan gå in i mer bluesrock. Hits från albumet blev "Jet Airliner" och "True Fine Love".

## Låtlista
1. "Threshold" (Allred/Miller) - 1:06
2. "Jet Airliner" (Pena) - 4:25
3. "Winter Time" (Miller) - 3:12
4. "Swingtown" (McCarty/Miller) - 3:56
5. "True Fine Love" (Miller) - 2:39
6. "Wish upon a Star" (Miller) - 3:39
7. "Jungle Love" (Douglass/Turner) - 3:07
8. "Electro Lux Imbroglio" (Miller) - 0:57
9. "Sacrifice" (Cooke/Winkelman) - 5:20
10. "The Stake" (Denny) - 3:58
11. "My Own Space" (Cooper/Winkelman) - 3:04
12. "Babes in the Wood" (Miller) - 2:32